# الأزمة البوذية
 الأزمة البوذية (بالإنجليزية: The Buddhist crisis)‏ كانت فترة من التوتر السياسي والديني في جنوب فيتنام بين مايو ونوفمبر 1963، تميزت بسلسلة من الأعمال القمعية التي قامت بها حكومة فيتنام الجنوبية ضد محتجين وحملة مقاومة مدنية قادها بشكل رئيسي الرهبان البوذيون.
وقد تفاقمت الأزمة بإطلاق النار على تسعة مدنيين عزل في 8 مايو في مدينة «هوو» وسط البلاد الذين كانوا يحتجون على قرار حظر العلم البوذي. انتهت الأزمة بانقلاب في نوفمبر 1963 من قبل جيش جمهورية فيتنام أدَّى إلى اعتقال واغتيال الرئيس نغو دينه ديم في 2 نوفمبر 1963.

## خلفية
جنوب فيتنام، دولة ذات أغلبية بوذية تقدر ما بين 70 و90 في المائة من السكان في عام 1963، تحت حكم الرئيس نغو دينه ديم وسياساته الموالية للكاثوليكية والمعادية للعديد من البوذيين. يرأس ديم، وهو عضو في الأقلية الكاثوليكية، حكومة كانت منحازة للكاثوليك في الخدمة العامة والترقيات العسكرية، وكذلك في تخصيص الأراضي، والامتيازات التجارية والإعفاءات الضريبية. أخبر ديم ضابطًا رفيع المستوى ذات مرة، متناسيًا أنه كان بوذيًا، «ضع ضباطك الكاثوليك في أماكن حساسة. حيث يمكن الوثوق بهم.» اعتنق العديد من الضباط في جيش جمهورية فيتنام الكاثوليكية اعتقادًا منهم بأن مستقبلهم المهني يعتمد عليها، ورُفضت ترقية الكثير منهم إذا لم يفعلوا ذلك. بالإضافة إلى ذلك، تم توزيع الأسلحة النارية على ميليشيات الدفاع عن النفس القروية التي كانت تهدف إلى طرد مقاتلي فييت كونغ بحيث تم إعطاء الأسلحة للكاثوليك فقط. كان بعض الكهنة الكاثوليك يديرون جيوشًا خاصة، وفي بعض المناطق، حدثت عمليات قسرية لتحويل الديانة ونهب وقصف وهدم للمعابد البوذية. تحولت بعض القرى البوذية بشكل جماعي لتلقي المساعدة أو لتجنب إعادة توطينهم قسرًا من قبل نظام ديم.
كانت الكنيسة الكاثوليكية أكبر مالك للأراضي في البلاد، ولم يلغ ديم الوضع «الخاص» الذي فرضه الفرنسيون على البوذية، والذي ينص على طلب إذن رسمي للقيام بالأنشطة العامة. تم إعفاء الأرض المملوكة للكنيسة من الإصلاح الزراعي، كما تم إعفاء الكاثوليك بحكم الواقع من العمل الجماعي الذي أجبرت الحكومة جميع المواطنين الآخرين على القيام به؛ تم توزيع الإنفاق العام بشكل غير متناسب على قرى الأغلبية الكاثوليكية. تحت حكم ديم، تمتعت الكنيسة الكاثوليكية بإعفاءات خاصة في حيازة الممتلكات، وفي عام 1959، كرس البلاد لمريم العذراء. تم رفع علم الفاتيكان بانتظام في الأحداث العامة الكبرى في جنوب فيتنام. في وقت سابق من يناير 1956، أصدر ديم الأمر 46 الذي نص على احتجاز «الأفراد الذين يعتبرون خطرين على الدفاع الوطني والأمن العام» في معسكر اعتقال بأمر تنفيذي، تم استخدام هذا الأمر ضد البوذيين المعارضين.

## الأحداث
تم إصدار قانون عام 1958 الذي نادرًا ما يُنفذ - المعروف بالمرسوم رقم 10 - في مايو 1963 لمنع رفع الأعلام الدينية. أدى هذا إلى عدم رفع العلم البوذي في فيساك، عيد ميلاد بوذا، غوتاما. تسبب تطبيق هذا القانون في سخط بين البوذيين عشية أهم مهرجان ديني لهذا العام، حيث تم تشجيع الكاثوليك قبل أسبوع على عرض أعلام الفاتيكان في احتفال برعاية الحكومة لأخ ديم، رئيس الأساقفة نغو دينه ثوك، أكبر رجل دين كاثوليكي في البلاد. ومع ذلك، أعلن ديم حظر العلم لأنه كان منزعجًا من إحياء ذكرى توك. في 8 مايو، في هوو، احتج حشد من البوذيين على حظر العلم البوذي. قامت الشرطة والجيش بتفريق المظاهرة بإطلاق النار عليهم وإلقاء قنابل يدوية على التجمع، مما أسفر عن مقتل تسعة أشخاص.
في 30 مايو، تظاهر أكثر من 500 راهب أمام الجمعية الوطنية في سايغون. وقد خالف البوذيون حظر التجمع العام بتحشيد أربع حافلات وغلق الستائر. سافروا حول المدينة وتوقفت القافلة في الوقت المحدد ونزل الرهبان. كانت هذه هي المرة الأولى التي يتم فيها تنظيم احتجاج مفتوح في سايغون ضد ديم في سنوات حكمه الثمانية. قاموا برفع لافتات وجلسوا لمدة أربع ساعات قبل تفككها والعودة إلى المعابد لبدء إضراب عن الطعام على مستوى البلاد لمدة 48 ساعة نظمه البطريرك البوذي ثيش تينه خيت.

### يونيو 1963
في 1 يونيو، أعلنت سلطات ديم إقالة المسؤولين الرئيسيين الثلاثة المتورطين في حادثة هوو: رئيس المقاطعة ونائبه، والمندوب الحكومي للمنطقة الوسطى من فيتنام. السبب المعلن هو أنهم فشلوا في الحفاظ على النظام. وبحلول هذا الوقت، بدأ الوضع أبعد ما يكون من المصالحة.
في 3 يونيو، قامت الشرطة الفيتنامية وقوات جيش جمهورية فيتنام بسكب مواد كيميائية على رؤوس المتظاهرين البوذيين أثناء صلاتهم في مدينة هوو جنوب فيتنام. تم نقل 67 شخصًا إلى المستشفى وهددت الولايات المتحدة بسحب المساعدات.
في 11 يونيو، أحرق الراهب البوذي تتش كوان نفسه حتى الموت في تقاطع طريق سايغون المزدحم؛ احتجاجًا على سياسات ديم.

### يوليو 1963
في 7 تموز 1963، هاجمت الشرطة السرية التابعة لنغو دينه نهو - شقيق الرئيس نغو دينه ديم - مجموعة من الصحفيين من الولايات المتحدة الذين كانوا يغطون الاحتجاجات البوذية في الذكرى التاسعة لقدوم ديم إلى السلطة. تعرض بيتر أرنيت من وكالة أسوشيتد برس (AP) للكم في الأنف، ولكن الشجار انتهى بسرعة بعد أن شن ديفيد هالبرستام من صحيفة نيويورك تايمز هجومًا مضادًا، كونه أطول بكثير من رجال نهو، وتسبب في تراجع الشرطة السرية. أرنت وزميله الصحفي الفائز بجائزة بوليتزر والمصور مالكولم براون اقتيدوا في وقت لاحق من قبل الشرطة لاستجوابهم؛ للاشتباه في مهاجمتهم ضباط الشرطة.

### أغسطس 1963
يوم الأحد، 18 أغسطس، نظم البوذيون احتجاجًا جماهيريًا في معبد كا لوي، أكبر المعابد البوذبة في سايغون، وجذب حوالي 15,000 شخص، ولم يثنهم المطر. كان عدد الحضور أعلى بثلاث مرات تقريبًا من عدد الحضور في مسيرة الأحد السابقة. استمر الحدث لعدة ساعات، حيث تخللت خطابات الرهبان الاحتفالات الدينية. قال صحفي فيتنامي إنه كان التجمع العام المؤثر الوحيد في جنوب فيتنام منذ صعود ديم إلى السلطة قبل عقد من الزمان تقريبًا.
في مساء يوم 18 أغسطس، التقى عشرة من كبار الجنرالات في جيش جمهورية فيتنام لمناقشة الوضع وقرروا أن الأحكام العرفية يجب أن تفرض. في 20 أغسطس، استدعى نهو سبعة من الجنرالات إلى قصر جيا لونغ للتشاور. قدموا طلبهم لفرض الأحكام العرفية وناقشوا تشتت الرهبان. أرسل نهو الجنرالات لرؤية ديم. استمع الرئيس إلى الرجال السبعة بقيادة الجنرال تران فين دون. زعم دون أن الشيوعيين قد تسللوا إلى الرهبان في معبد كا لوي وحذروا من أن معنويات جيش جمهورية فيتنام «ARVN» تتدهور بسبب الاضطرابات المدنية. وادعى أنه من الممكن أن يكون البوذيون يجمعون حشدًا للمسيرة إلى قصر جيا لونج. عند سماع ذلك، وافق ديم على إعلان الأحكام العرفية سارية المفعول في اليوم التالي، دون استشارة حكومته. أمرت القوات في سايغون لاحتلال نقاط إستراتيجية. عُين دون كرئيس بالإنابة للقوات المسلحة بدلاً من الجنرال لي فين تو، الذي كان يتلقى العلاج الطبي في الخارج. وأشار دون إلى أن ديم كان على ما يبدو مهتمًا برفاهية الرهبان، قائلاً للجنرالات أنه لا يريد أن يؤذي أي أحد منهم. تمت الموافقة على أوامر الأحكام العرفية بتوقيع دون، الذي لم يكن لديه فكرة على أن العمل العسكري كان سيحدث في الساعات الأولى من 21 أغسطس دون علمه.
بعد منتصف الليل بقليل في 21 أغسطس، بناء على تعليمات من نهو، نفذت قوات جيش القوات الخاصة لجمهورية فيتنام تحت قيادة العقيد لي كوانج تونج سلسلة من الهجمات المتزامنة على المعابد البوذية في جنوب فيتنام. تم اعتقال أكثر من 1,400 بوذي. ويقدر عدد القتلى أو «المختفين» بالمئات. كان أبرز المعابد التي تمت مداهمتها هي Xá Lợi، التي أصبحت نقطة التجمع للبوذيين من الريف. قامت القوات بتخريب المذبح الرئيسي وتمكنت من مصادرة القلب المحترق السليم لتيتش كوانج، الراهب الذي قام بالتضحية بنفسه احتجاجًا على سياسات النظام. تمكن البوذيون من الفرار مع وعاء يحمل ما تبقى من رماده. قفز راهبان من على الجدار الخلفي للباغودا إلى أراضي بعثة المساعدة الأمريكية المجاورة، حيث تم منحهما حق اللجوء. تم اختطاف البطريرك البوذي تيخ تينه خيت البالغ من العمر 80 عامًا ونقله إلى مستشفى عسكري في ضواحي سايغون. أعلن قائد الفيلق الثالث في جيش جمهورية فيتنام ثك دون دينه عن السيطرة العسكرية على سايغون، وإلغاء جميع الرحلات الجوية التجارية إلى المدينة وفرض الرقابة الصحفية.
بمجرد أن أدركت الحكومة الأمريكية حقيقة من كان وراء الغارات، أبدوا استنكارهم تجاه نظام ديم. كان الأمريكيون يتبعون سياسة تقديم النصح بهدوء وسرية للنغوس للتصالح مع البوذيين بينما كانوا يدعمون التحالف علنًا، ولكن بعد الهجمات، اعتبر هذا الحل غير مقبول. علاوة على ذلك، تم تنفيذ الهجمات من قبل أفراد القوات الخاصة المدربة من قبل القوات الأمريكية بتمويل من وكالة المخابرات المركزية، وقدمت للسفير الجديد هنري كابوت لودج جونيور، كأمر واقع. وأصدرت وزارة الخارجية الأمريكية بيانًا أعلنت فيه أن الغارات كانت «انتهاكًا مباشرًا» للوعد باتباع «سياسة مصالحة».
في 24 أغسطس، أرسلت إدارة كينيدي كابل 243 إلى لودج في السفارة في سايغون، بما يشير إلى تغيير في السياسة الأمريكية. نصحت الرسالة لودج بالسعي إلى إبعاد نهو من السلطة، والبحث عن خيارات بديلة للقيادة إذا رفض ديم الاهتمام بالضغوط الأمريكية من أجل الإصلاح. نظرًا لأن احتمالية ان يقوم ديم بتهميش نهو وزوجته كان معدومًا تقريبًا، فإن الرسالة تعني فعليًا إثارة انقلاب. كما بثت إذاعة صوت أمريكا بيانًا يلوم نهو على الغارات وإعفاء الجيش من المسؤولية.

### سبتمبر 1963
بعد أحداث أغسطس، أصبح نظام ديم مصدر قلق كبير لإدارة كينيدي وتم إطلاق بعثة لتقصي الحقائق. كان الغرض المعلن من الحملة هو التحقيق في تأجيج الحرب من قبل فيتنام الجنوبية ومستشاريهم العسكريين الأمريكيين ضد تمرد الفيت كونغ. قاد البعثة فيكتور كرولاك وجوزيف مندنهال. كان كرولاك لواءً في سلاح مشاة البحرية الأمريكية، بينما كان مندنهال ضابطًا كبيرًا في السلك الدبلوماسي من ذوي الخبرة في التعامل مع الشؤون الفيتنامية. استغرقت الرحلة أربعة أيام.
في تقاريرهم إلى مجلس الأمن القومي، قدم كرولاك تقريرًا متفائلًا للغاية بشأن تأجيج الحرب، في حين قدم مندنهال صورة قاتمة للغاية عن الفشل العسكري والاستياء العام. تجاهل كرولاك آثار السخط الشعبي في مكافحة الفيت كونغ. شعر الجنرال بأن جهود الجنود الفيتناميين في الميدان لن تتأثر بقلق الجمهور من سياسات ديم. ركز مندنهال على قياس مشاعر الفيتناميين المقيمين في المناطق الحضرية واستنتج بأن سياسات ديم زادت من إمكانية الحرب الأهلية الدينية. قال مندنهال إن سياسات ديم كانت تجعل الفيتناميين الجنوبيين يعتقدون أن الحياة تحت حكم الفيت كونغ يساهم في تحسين نوعية حياتهم.
التقارير المتضاربة دفعت الرئيس الأمريكي جون إف كينيدي إلى سؤال مستشاريه المشهورين، «أنتما الاثنان زرتما نفس البلد، أليس كذلك؟»
كان التقرير غير الحاسم موضوع نقاش مرير وشخصي بين كبار مستشاري كينيدي. نوقشت مسارات عمل مختلفة تجاه فيتنام، مثل تعزيز تغيير النظام أو اتخاذ سلسلة من الإجراءات الانتقائية المخططة لشل نفوذ نهو، الذي اُعتبر من الأسباب الرئيسية للمشكلات السياسية في جنوب فيتنام.
أسفرت النتيجة غير الحاسمة لبعثة كرولاك وميندنهال إلى متابعة المهمة.

### نوفمبر 1963
في 1 نوفمبر 1963، بعد ستة أشهر من التوتر والمعارضة المتزايدة للنظام، قام جنرالات جيش جمهورية فيتنام بانقلاب، أدى إلى سقوط حكومة ديم واعتقال واغتيال الرئيس.

## قائمة المراجع
- Buttinger، Joseph (1967). Vietnam: A Dragon Embattled. New York City: Praeger.
- Dommen، Arthur J. (2001). The Indochinese Experience of the French and the Americans: Nationalism and Communism in Cambodia, Laos, and Vietnam. Bloomington, Indiana: Indiana University Press. ISBN:0-253-33854-9.
- Fall، Bernard B. (1963). The Two Viet-Nams. London: Praeger.
- Gettleman، Marvin E. (1966). Vietnam: History, documents and opinions on a major world crisis. Harmondsworth, Middlesex: Penguin Books.
- Halberstam، David؛ Singal, Daniel J. (2008). The Making of a Quagmire: America and Vietnam during the Kennedy Era. Lanham, Maryland: Rowman & Littlefield. ISBN:0-7425-6007-4.
- Hammer، Ellen J. (1987). A Death in November: America in Vietnam, 1963. New York City: E. P. Dutton. ISBN:0-525-24210-4.
- Jacobs، Seth (2006). Cold War Mandarin: Ngo Dinh Diem and the Origins of America's War in Vietnam, 1950–1963. Lanham, Maryland: Rowman & Littlefield. ISBN:0-7425-4447-8.
- Jones، Howard (2003). Death of a Generation: how the assassinations of Diem and JFK prolonged the Vietnam War. New York City: Oxford University Press. ISBN:0-19-505286-2.
- Karnow، Stanley (1997). Vietnam: A history. New York City: Penguin Books. ISBN:0-670-84218-4.
- Langguth، A. J. (2000). Our Vietnam: the war, 1954–1975. New York City: Simon and Schuster. ISBN:0-684-81202-9.
- Maclear، Michael (1981). Vietnam:The Ten Thousand Day War. New York City: Methuen Publishing. ISBN:0-423-00580-4.
- Miller، Edward (2013). Misalliance: Ngo Dinh Diem, the United States, and the Fate of South Vietnam. Boston: Harvard University Press. ISBN:978-0-674-07298-5.
- Moyar، Mark (2006). Triumph Forsaken: The Vietnam War, 1954–1965. New York City: Cambridge University Press. ISBN:0-521-86911-0.
- Prochnau، William (1995). Once Upon a Distant War. New York City: Times Books. ISBN:0-8129-2633-1.
- Sheehan، Neil (1988). A Bright Shining Lie: John Paul Vann and America in Vietnam. New York City: Random House. ISBN:0-679-72414-1.
- Tucker، Spencer C. (2000). Encyclopedia of the Vietnam War: A Political, Social and Military History. Santa Barbara, California: ABC-CLIO. ISBN:1-57607-040-9.
- Warner، Denis (1963). The Last Confucian. New York City: Macmillan.